# Las cartas de J. R. R. Tolkien
Las cartas de J. R. R. Tolkien (1981) es una selección de cartas del escritor J. R. R. Tolkien, editada por su biógrafo Humphrey Carpenter. La selección contiene 354 cartas, fechadas entre octubre de 1914, cuando Tolkien era un estudiante de Oxford, y el 29 de agosto de 1973, cuatro días antes de su muerte.

## Contenido
Las Cartas, además de contener información biográfica, tienen también información lingüística. 
Algunos lectores de El Señor de los Anillos remitieron a Tolkien ciertas preguntas referentes a los ejemplos del Quenya y Sindarin encontrados en el libro, y él respondía a todas; de ahí surgieron varias páginas de la selección.
Las Cartas también proporcionan traducciones de algunos ejemplos élficos que no se hallan traducidos en El Señor de los Anillos, como: Aiya Eärendil Elenion Ancalima, que significa "saludos Eärendil, la más brillante luz de las estrellas".

## Categorías
Estas cartas pueden ser divididas aproximadamente en cuatro categorías:
1. Cartas personales a Edith, su esposa; a Christopher, su hijo; y a sus demás hijos.
2. Cartas acerca de la vida profesional de Tolkien como profesor de anglosajón.
3. Cartas a sus editores explicando sus fallos para cumplir plazos establecidos; y temas relacionados.
4. Cartas sobre la Tierra Media

La última categoría es de especial interés para los seguidores de Tolkien y su mundo, ya que proporciona mucha información acerca de la Tierra Media que no puede encontrarse en cualquier otra obra publicada por Tolkien mismo.